# Rallye Monte Carlo 2004

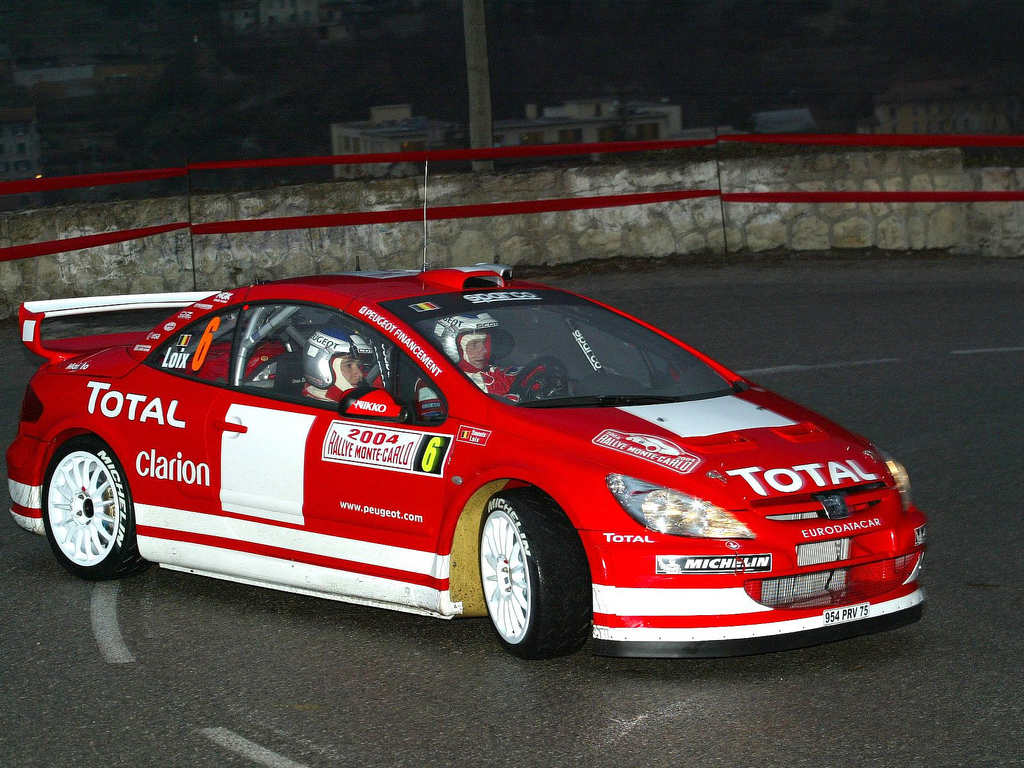
Freddy Loix mit dem Peugeot 307 WRC im Jahr 2004 bei der Rallye Monte Carlo.

Die 72. Rallye Monte Carlo war der 1. Lauf zur Rallye-Weltmeisterschaft 2004. Sie fand vom 23. bis zum 25. Januar in der Region von Monaco statt. Von den 15 geplanten Wertungsprüfungen wurden zwei (1 und 10) abgesagt.

## Klassifikationen

### Endergebnis
| Rang | Fahrer           | Co-Pilot              | Auto                  | Zeit (Std./Min./Sek.) | Rückstand Sieger (Min./Sek.) Rückstand V (Min./Sek.) |
| ---- | ---------------- | --------------------- | --------------------- | --------------------- | ---------------------------------------------------- |
| 1    | Sébastien Loeb   | Daniel Elena          | Citroën Xsara WRC     | 4:12:03.0             | 00:00.0                                              |
| 2    | Markko Märtin    | Michael Park          | Ford Focus RS WRC     | 4:13:15.6             | 01:12.6                                              |
| 3    | François Duval   | Stéphane Prévot       | Ford Focus RS WRC     | 4:13:22.6             | 01:19.6 00:07.0                                      |
| 4    | Marcus Grönholm  | Timo Rautiainen       | Peugeot 307 WRC       | 4:13:29.8             | 01:26.8 00:07.2                                      |
| 5    | Freddy Loix      | Sven Smeets           | Peugeot 307 WRC       | 4:20:19.9             | 08:16.9 06:50.1                                      |
| 6    | Gilles Panizzi   | Hervé Panizzi         | Mitsubishi Lancer WRC | 4:22:14.6             | 10:11.6 01:54.7                                      |
| 7    | Petter Solberg   | Phil Mills            | Subaru Impreza S9     | 4:22:45.2             | 10:42.2 00:30.6                                      |
| 8    | Olivier Burri    | Jean-Philippe Patthey | Subaru Impreza S9     | 4:29:52.1             | 17:49.1 07:06.9                                      |
| 9    | Jozef Béreš      | Petr Starý            | Hyundai Accent WRC    | 4:31:46.1             | 19:43.1 01:54.0                                      |
| 10   | Nicolas Bernardi | Denis Giraudet        | Renault Clio S1600    | 4:35:41.1             | 23:38.1 03:55.0                                      |

Insgesamt wurden 20 von 44 gemeldeten Fahrzeuge klassiert:

### Wertungsprüfungen
| Tag            | WP                                  | Name                   | Länge    | Start MESZ      | Gewinner        | Co-Pilot              | Auto              | Zeit     | Leader          |
| Tag 1 23. Jan. |                                     |                        |          |                 |                 |                       |                   |          |                 |
| -------------- | ----------------------------------- | ---------------------- | -------- | --------------- | --------------- | --------------------- | ----------------- | -------- | --------------- |
| Tag 1 23. Jan. | WP1                                 | Selonnet – Bréziers 1  | 22,64 km | 07:48           | abgesagt        | abgesagt              | abgesagt          | abgesagt | Marcus Grönholm |
| Tag 1 23. Jan. | WP2                                 | Piégut – Urtis 1       | 22,52 km | 08:26           | Marcus Grönholm | Timo Rautiainen       | Peugeot 307 WRC   | 17:20.9  | Marcus Grönholm |
| Tag 1 23. Jan. | WP3                                 | Selonnet – Bréziers 2  | 22,64 km | 10:09           | Markko Märtin   | Michael Park          | Ford Focus RS WRC | 15:45.6  | Marcus Grönholm |
| Tag 1 23. Jan. | WP4                                 | Piégut – Urtis 2       | 22,52 km | 10:47           | Sébastien Loeb  | Daniel Elena          | Citroën Xsara WRC | 16:53.7  | Marcus Grönholm |
| Tag 1 23. Jan. | WP5                                 | Laborel – L'Aubergerie | 26,68 km | 13:05           | Marcus Grönholm | Timo Rautiainen       | Peugeot 307 WRC   | 18:04.1  | Marcus Grönholm |
| Tag 1 23. Jan. | WP6                                 | Rosans – L´Epine       | 31,81 km | 13:48           | Sébastien Loeb  | Daniel Elena          | Citroën Xsara WRC | 18:15.2  | Sébastien Loeb  |
| Tag 2 24. Jan. |                                     |                        |          |                 |                 |                       |                   |          | Sébastien Loeb  |
| WP7            | Lantosque – Col de Braus            | 34,41 km               | 08:18    | Petter Solberg  | Phil Mills      | Subaru Impreza S9 WRC | 28:41.3           |          | Sébastien Loeb  |
| WP8            | Tourette du Château – St. Antonin 1 | 24,80 km               | 11:21    | Sébastien Loeb  | Daniel Elena    | Citroën Xsara WRC     | 18:14.9           |          | Sébastien Loeb  |
| WP9            | Sigale – Col de Bleine 1            | 28,39 km               | 12:04    | Sébastien Loeb  | Daniel Elena    | Citroën Xsara WRC     | 20:11.6           |          | Sébastien Loeb  |
| WP10           | Tourette du Château – St. Antonin 2 | 24,80 km               | 15:52    | abgesagt        | abgesagt        | abgesagt              | abgesagt          |          | Sébastien Loeb  |
| WP11           | Sigale – Col de Bleine 2            | 28,39 km               | 16:35    | Sébastien Loeb  | Daniel Elena    | Citroën Xsara WRC     | 20:36.1           |          | Sébastien Loeb  |
| Tag 3 25. Jan. |                                     |                        |          |                 |                 |                       |                   |          | Sébastien Loeb  |
| WP12           | Sospel – Turini – La Bollène 1      | 32,58 km               | 08:45    | Markko Märtin   | Michael Park    | Ford Focus RS WRC     | 25:09.0           |          | Sébastien Loeb  |
| WP13           | Lantosque – Lucéram 1               | 19,52 km               | 09:38    | Petter Solberg  | Phil Mills      | Subaru Impreza S9 WRC | 13:59.4           |          | Sébastien Loeb  |
| WP14           | Sospel – Turini – La Bollène 2      | 32,58 km               | 12:05    | Markko Märtin   | Michael Park    | Ford Focus RS WRC     | 24:03.9           |          | Sébastien Loeb  |
| WP15           | Lantosque – Lucéram 2               | 19,52 km               | 12:58    | Marcus Grönholm | Timo Rautiainen | Peugeot 307 WRC       | 13:46.1           |          | Sébastien Loeb  |

### Gewinner Wertungsprüfungen
| WP             | Anzahl | Fahrer          | Auto                  |
| -------------- | ------ | --------------- | --------------------- |
| 4, 6, 8, 9, 11 | 5      | Sébastien Loeb  | Citroën Xsara WRC     |
| 2, 5, 15       | 3      | Marcus Grönholm | Peugeot 307 WRC       |
| 3, 12, 14      | 3      | Markko Märtin   | Ford Focus RS WRC     |
| 7, 13          | 2      | Petter Solberg  | Subaru Impreza S9 WRC |

### Fahrer-Weltmeisterschaft
| Pos. | Fahrer          | Punkte |
| ---- | --------------- | ------ |
| 1    | Sébastien Loeb  | 10     |
| 2    | Markko Märtin   | 8      |
| 3    | François Duval  | 6      |
| 4    | Marcus Grönholm | 5      |
| 5    | Freddy Loix     | 4      |

### Herstellerwertung
| Pos. | Team       | Punkte |
| ---- | ---------- | ------ |
| 1    | Ford       | 14     |
| 2    | Citroën    | 10     |
| 3    | Peugeot    | 9      |
| 4    | Mitsubishi | 3      |
| 5    | Subaru     | 2      |